# 다가타진자마에역
다가타진자마에역(일본어: 田県神社前駅, たがたじんじゃまええき)은 일본 아이치현 고마키시에 있는 메이테쓰 고마키선의 역이다. 역 번호는 KM03이다.

## 역사
- 1931년 4월 29일: 구보이시키역으로 영업 개시.
- 1944년: 영업 휴지.
- 1965년 3월 10일: 다가타진자마에역으로 역명을 변경하고 영업 재개.
- 1976년 9월 24일: 유인역화. 조립식 단층집의 역사 완공[1].
- 1993년 3월: 자동 개찰기 설치.
- 2002년 3월: 통행 가능한 상대식 승강장 2면 2선의 구조로 변경.
- 2011년 2월 11일: IC카드 승차권 "manaca" 공용 개시.
- 2012년 2월 29일: 트랜 패스 공용 종료.

## 역 구조
상대식 승강장 2면 2선의 지상역이다. 평일은 7:00 ~ 19:00, 토요일과 휴일은 8:00 ~ 19:00 시간대만 1번 승강장의 역사에 역무원이 배치된다. 그 이외의 시간대는 무인이 된 역 집중 관리 시스템이 가동된다. 개찰구는 2곳 있다. 상하행 승강장이 각각 가쿠덴 방향의 끝에 있다. manaca사용 가능하다. 2002년 3월에 어긋나 있는 상대식 승강장 2면 2선의 구조로 변경되었다. 또한, 개찰 내에 두 승강장을 연결하는 통로는 존재하지 않기 때문에 승강장의 행선지를 확인하고 자동 개찰기를 지나가야 할 필요가 있다.

### 승강장
| 번호 | 노선       | 방향 | 행선                    |
| ---- | ---------- | ---- | ----------------------- |
| 1    | ■ 고마키선 | 하행 | 이누야마 방면           |
| 2    | ■ 고마키선 | 상행 | 고마키・헤이안도리 방면 |

## 역 주변
- 다가타 신사
- 나고야 경제 대학
  - 단기 대학부
- 아이치 현립 고마키 공업 고등학교
- 아이치 현립 고마키 특별 지원학교
- 고마키 시립 이시키 초등학교

## 사진

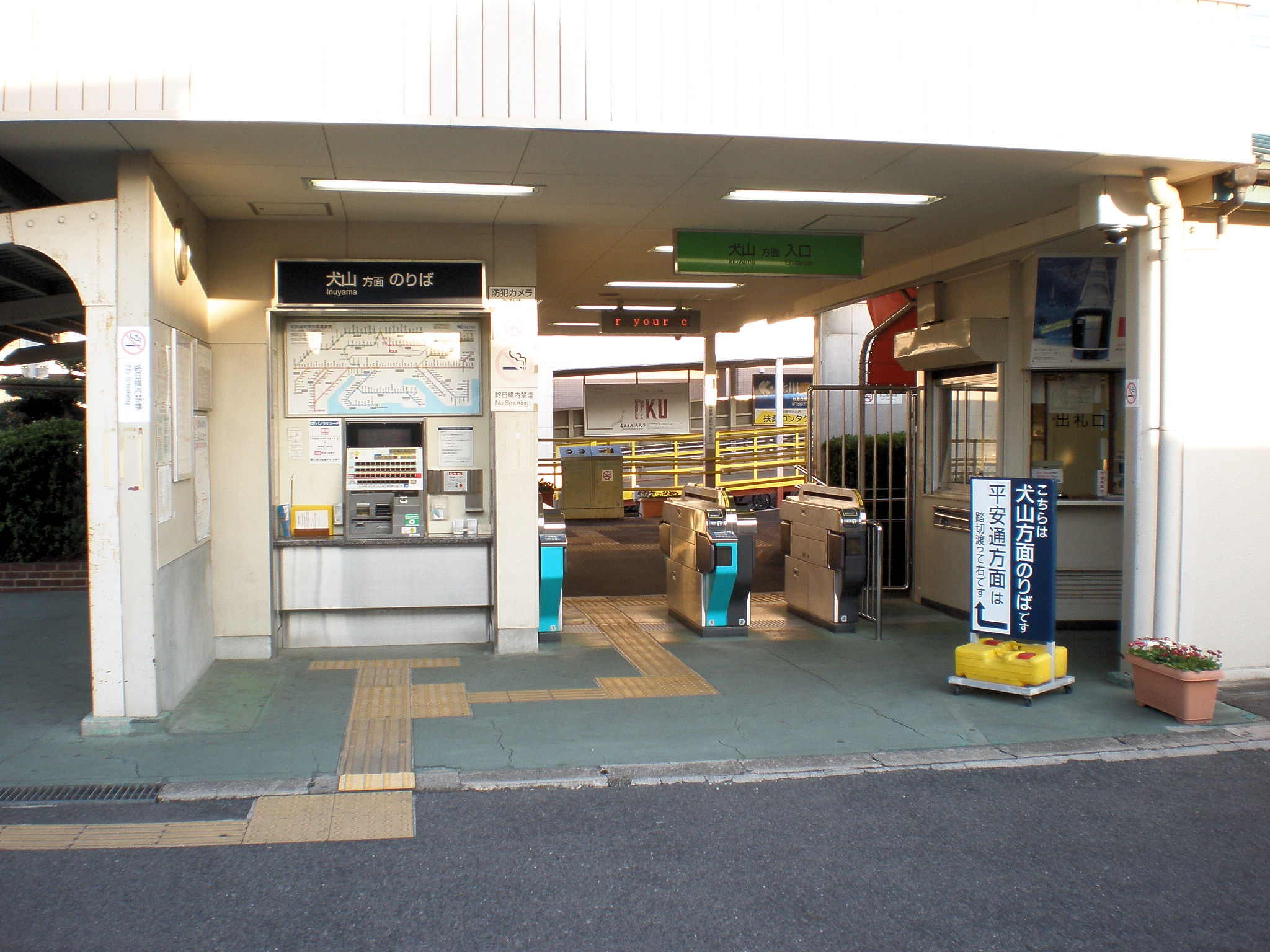
개찰구

## 인접역
| 나고야 철도 ■ 고마키선      | 나고야 철도 ■ 고마키선 | 나고야 철도 ■ 고마키선    |
| --------------------------- | ---------------------- | ------------------------- |
| KM04 아지오카 가미이다 방면 |                        | 가쿠덴 KM02 이누야마 방면 |